# Cristiano Kraft di Hohenlohe-Öhringen
Cristiano Kraft di Hohenlohe-Öhringen (Öhringen, 21 marzo 1848 – Somogyszob, 14 maggio 1926) è stato un politico e industriale tedesco, principe di Hohenlohe-Öhringen e duca di Ujest.

## Biografia
Cristiano Kraft era figlio del Principe Ugo di Hohenlohe-Öhringen e di sua moglie Paolina von Fürstenberg. Egli iniziò la propria carriera di studi dapprima nell'Accademia dei Cavalieri di Liegnitz. Successivamente studiò giurisprudenza a Bonn a partire dal 1870. Si sposò morganaticamente con la Contessa Ottilia Lubraniec Dambski, dalla quale non poté avere figli legittimi.

## La fortuna economica
Alla morte del padre, ereditò anche l'enorme impero industriale che il suo augusto predecessore aveva costruito a metà Ottocento, ma egli aveva progetti nuovi per questo commercio: innanzitutto vendette tutte le miniere dell'Alta Slesia volute dal padre e si concentrò nella specifica produzione di zinco. Tra il 1899 ed il 1917 vennero aperte molte nuove miniere. Nel 1905 gli Hohenlohe-Öhringen posero la sede delle loro attività estrattive a Hohenloherhütte. Nel 1913 l'azienda estraeva circa 37 milioni di tonnellate di roccia, dalla quale si traevano circa quattro milioni di tonnellate di prodotto finito, incrementando progressivamente anche il numero dei lavoranti che dai 7.244 del 1891, passarono a circa 10.000 nel 1913.
La spesa annua per il mantenimento di questo enorme apparato industriale era di circa 44 milioni di marchi annui, ma si conta che il fatturato fosse di quattro volte tanto. Per questi fiorenti guadagni venne costituita anche una compagnia commerciale chiamata Fürstentrust nella quale venne coinvolto anche suo cugino Massimiliano Egon II di Fürstenberg; l'impresa minacciò però di crollare con la crisi generale delle banche del 1909 e venne salvata solo per intervento del kaiser Guglielmo II di Germania che incolpò del fallimento il solo Cristiano Kraft, stanti i suoi ottimi rapporti personali col principe di Fürstenberg. Questo flop costrinse il principe di Hohenlohe-Öhringen a vendere alcuni dei propri possedimenti per far fronte alle spese, ma riuscì a riprendersi in breve tempo.
Nel 1912 la famiglia di Cristiano Kraft godeva di una fortuna complessiva di 151 milioni di marchi, una cifra considerevole che lo poneva tra gli uomini più ricchi dell'intera Germania.

## Politica
A parte le attività economiche, Cristiano Kraft fu anche molto attivo nel campo della politica tedesca della sua epoca. Egli fu infatti membro del parlamento imperiale e appartenne al partito conservatore, per il quale militò nelle legislature del 1880 e 1881 e dal 1883 al 1912. Inoltre egli si fece promotore e organizzatore con altri suoi parenti delle casate collaterali della famiglia degli Hohenlohe delle attività coloniali della Germania in Africa.

## Ascendenza
|                                                         |                                       |                                                      | Genitori                                               |  |  | Nonni |  |  | Bisnonni                                             |  |  | Trisnonni                                           |  |
|                                                         |                                       |                                                      |                                                        |  |  |       |  |  | Federico Luigi, II Principe di Hohenlohe-Ingelfingen |  |  | Enrico Augusto, I Principe di Hohenlohe-Ingelfingen |  |
|                                                         |                                       |                                                      |                                                        |  |  |       |  |  | Federico Luigi, II Principe di Hohenlohe-Ingelfingen |  |  | Enrico Augusto, I Principe di Hohenlohe-Ingelfingen |  |
|                                                         |                                       | Contessa Guglielmina Eleonora di Hohenlohe-Oehringen |                                                        |  |  |       |  |  | Federico Luigi, II Principe di Hohenlohe-Ingelfingen |  |  |                                                     |  |
| Augusto, III Principe di Hohenlohe-Öhringen             |                                       |                                                      |                                                        |  |  |       |  |  | Federico Luigi, II Principe di Hohenlohe-Ingelfingen |  |  |                                                     |  |
|                                                         |                                       | Contessa Amalia di Hoym                              | Giulio Gebardo, Conte di Hoym                          |  |  |       |  |  |                                                      |  |  |                                                     |  |
|                                                         |                                       | Contessa Amalia di Hoym                              | Giulio Gebardo, Conte di Hoym                          |  |  |       |  |  |                                                      |  |  |                                                     |  |
|                                                         |                                       | Contessa Amalia di Hoym                              | Cristiana Carlotta di Dieskau                          |  |  |       |  |  |                                                      |  |  |                                                     |  |
| Ugo, IV Principe di Hohenlohe-Öhringen, I Duca di Ujest |                                       | Contessa Amalia di Hoym                              |                                                        |  |  |       |  |  |                                                      |  |  |                                                     |  |
|                                                         |                                       | Duca Eugenio di Württemberg                          | Federico II Eugenio, Duca di Württemberg               |  |  |       |  |  |                                                      |  |  |                                                     |  |
|                                                         |                                       | Duca Eugenio di Württemberg                          | Federico II Eugenio, Duca di Württemberg               |  |  |       |  |  |                                                      |  |  |                                                     |  |
|                                                         |                                       | Duca Eugenio di Württemberg                          | Margravia Federica Dorotea di Brandeburgo-Schwedt      |  |  |       |  |  |                                                      |  |  |                                                     |  |
| Duchessa Luisa di Württemberg                           |                                       | Duca Eugenio di Württemberg                          |                                                        |  |  |       |  |  |                                                      |  |  |                                                     |  |
|                                                         |                                       | Principessa Luisa di Stolberg-Gedern                 | Cristiano Carlo, Principe di Stolberg-Gedern           |  |  |       |  |  |                                                      |  |  |                                                     |  |
|                                                         |                                       | Principessa Luisa di Stolberg-Gedern                 | Cristiano Carlo, Principe di Stolberg-Gedern           |  |  |       |  |  |                                                      |  |  |                                                     |  |
|                                                         |                                       | Principessa Luisa di Stolberg-Gedern                 | Contessa Eleonore Reuss zu Lobenstein                  |  |  |       |  |  |                                                      |  |  |                                                     |  |
| Cristiano Kraft, Principe di Hohenlohe-Öhringen         |                                       | Principessa Luisa di Stolberg-Gedern                 |                                                        |  |  |       |  |  |                                                      |  |  |                                                     |  |
|                                                         | Principe Carlo Aloisio di Fürstenberg | Carlo Eccardo I, Principe di Fürstenberg             |                                                        |  |  |       |  |  |                                                      |  |  |                                                     |  |
|                                                         | Principe Carlo Aloisio di Fürstenberg | Carlo Eccardo I, Principe di Fürstenberg             |                                                        |  |  |       |  |  |                                                      |  |  |                                                     |  |
|                                                         | Principe Carlo Aloisio di Fürstenberg | Contessa Maria Giuseppa di Sternberg                 |                                                        |  |  |       |  |  |                                                      |  |  |                                                     |  |
| Carlo Eccardo II, Principe di Fürstenberg               | Principe Carlo Aloisio di Fürstenberg |                                                      |                                                        |  |  |       |  |  |                                                      |  |  |                                                     |  |
|                                                         |                                       | Principessa Maria Elisabetta di Thurn und Taxis      | Alessandro Ferdinando, III Principe di Thurn und Taxis |  |  |       |  |  |                                                      |  |  |                                                     |  |
|                                                         |                                       | Principessa Maria Elisabetta di Thurn und Taxis      | Alessandro Ferdinando, III Principe di Thurn und Taxis |  |  |       |  |  |                                                      |  |  |                                                     |  |
|                                                         |                                       | Principessa Maria Elisabetta di Thurn und Taxis      | Principessa Maria Enrichetta di Fürstenberg            |  |  |       |  |  |                                                      |  |  |                                                     |  |
| Principessa Paolina di Fürstenberg                      |                                       | Principessa Maria Elisabetta di Thurn und Taxis      |                                                        |  |  |       |  |  |                                                      |  |  |                                                     |  |
|                                                         |                                       | Carlo Federico, Granduca di Baden                    | Federico, Principe Ereditario di Baden-Durlach         |  |  |       |  |  |                                                      |  |  |                                                     |  |
|                                                         |                                       | Carlo Federico, Granduca di Baden                    | Federico, Principe Ereditario di Baden-Durlach         |  |  |       |  |  |                                                      |  |  |                                                     |  |
|                                                         |                                       | Carlo Federico, Granduca di Baden                    | Principessa Amalia di Nassau-Dietz                     |  |  |       |  |  |                                                      |  |  |                                                     |  |
| Principessa Amalia di Baden                             |                                       | Carlo Federico, Granduca di Baden                    |                                                        |  |  |       |  |  |                                                      |  |  |                                                     |  |
|                                                         |                                       | Baronessa Luisa Carolina Geyer von Geyersberg        | Luigi Enrico, Barone Geyer di Geyersberg               |  |  |       |  |  |                                                      |  |  |                                                     |  |
|                                                         |                                       | Baronessa Luisa Carolina Geyer von Geyersberg        | Luigi Enrico, Barone Geyer di Geyersberg               |  |  |       |  |  |                                                      |  |  |                                                     |  |
|                                                         |                                       | Baronessa Luisa Carolina Geyer von Geyersberg        | Contessa Massimiliana Cristiana di Sponeck             |  |  |       |  |  |                                                      |  |  |                                                     |  |
|                                                         |                                       | Baronessa Luisa Carolina Geyer von Geyersberg        |                                                        |  |  |       |  |  |                                                      |  |  |                                                     |  |